# Parasanga
Parasanga (en grec παρασάγγης) fou una mesura persa de longitud esmentada sovint pels escriptors grecs.
Els perses encara l'utilitzen amb el nom de ferseng, del qual va passar a l'àrab com a farsakh.
Heròdot diu que una parasanga era la meitat d'un schoenus egipci i equivalia a 30 estadis grecs. Suides i Hesiqui donen la mateixa longitud. Xenofont diu que 535 parasangues eren equivalents a 16.050 estadis. Agàcies diu que més tard la longitud fou escurçada a 21 estadis. Estrabó diu que alguns escriptors parles de 60, altres de 40 i altres de 30 estadis i Plini diu que els perses li donaven diverses longituds. Modernament es va considerar que eren unes 3,5 milles terrestres (uns 5 km).
El nom podria derivar del sànscrit "para" (final) i "eng" (pedra) i assenyalaria les pedres que marcaven el final d'una certa distància a les vies perses.